# Rubus blepharoneurus
Rubus blepharoneurus är en rosväxtart som beskrevs av Jules Cardot. Rubus blepharoneurus ingår i släktet rubusar, och familjen rosväxter. Inga underarter finns listade i Catalogue of Life.